# Достать ножи: Проснись, мертвец
«Достать ножи: Проснись, мертвец» или «Достать ножи: Просыпайся, мертвец» (англ. Wake Up Dead Man. A Knives Out Mystery) — будущий детективный фильм от сценариста и режиссёра Райана Джонсона, третья часть франшизы, продолжение фильмов «Достать ножи» (2019) и «Достать ножи: Стеклянная луковица» (2022). Дэниел Крейг в нём снова играет детектива Бенуа Бланка, который расследует очередное убийство. Фестивальная премьера картины состоится в октябре 2025 года, 12 декабря начнётся цифровой релиз.

## Сюжет
Частный детектив Бенуа Бланк берётся за расследование очередного убийства.

## В ролях
- Дэниел Крейг — Бенуа Бланк
- Керри Вашингтон
- Эндрю Скотт
- Джош О’Коннор[2]
- Мила Кунис[3]
- Джереми Реннер[4]
- Кейли Спейни[5]

## Производство
Незадолго до премьеры фильма «Достать ножи» в 2019 году Райан Джонсон заявил, что в случае коммерческого успеха эта картина станет началом целой франшизы с частным детективом Бенуа Бланком в качестве главного героя. В марте 2021 года Netflix купил права на «Достать ножи 2» и «Достать ножи 3» за громадную сумму в 469 миллионов долларов. Проигравший участник в связи с этим сказал Variety: «Математика не работает. Нет никакого способа это объяснить. Мир сошел с ума. Это умопомрачительная сделка».
В сентябре 2022 года Джонсон подтвердил своё намерение снять третью часть франшизы. Позже в том же месяце Крейг и Джонсон по отдельности заявили, что примут участие в работе над фильмом. В ноябре 2022 года Джонсон рассказал, что готовится к работе над сценарием третьего фильма. Общая концепция, по его словам, уже разработана, и в январе 2023 года он приступил к написанию сценария.
Премьера фильма изначально ожидалась через два года после премьеры «Стеклянной луковицы», то есть в конце 2024 года. Позже её запланировали на конец 2025 года: фестивальный показ состоится в октябре на Лондонском кинофестивале, а 12 декабря начнётся цифровой релиз.